# The Moms
"The Moms" é o vigésimo episódio da quarta temporada da série de televisão de comédia de situação norte-americana 30 Rock, e o 78.° da série em geral. Foi realizado por John Riggi, que também assumia a função de co-produtor executivo do seriado, e teve o seu enredo escrito por Kay Cannon, uma das co-produtoras da temporada, e Robert Carlock, produtor executivo e co-showrunner de 30 Rock. Diversos atores e atrizes fizeram uma participação especial neste episódio, incluindo John Anderson, Cheyenne Jackson, Elizabeth Banks e Buzz Aldrin, com este último desempenhando uma versão fictícia de si mesmo. O comediante Will Ferrell — um antigo integrante do elenco do Saturday Night Live (SNL), programa de televisão com o qual 30 Rock tem diversas conexões — retornou ao episódio para o segmento Bitch Hunter, enquanto as atrizes Elaine Stritch, Anita Gillette, Jan Hooks, Patti LuPone, Kyoko Bruguera e Novella Nelson fizeram participações a interpretarem mães de algumas personagens do seriado, embora Nelson tenha desempenhado uma versão fictícia de si própria.
Nos Estados Unidos, a transmissão original de "The Moms" ocorreu através da rede de televisão National Broadcasting Company (NBC) na noite de 6 de Maio de 2010. De acordo com o sistema de mediação de audiências Nielsen Ratings, aquela emissão foi assistida por uma média de 5 milhões e 420 mil agregados familiares, e foi-lhe atribuída a classificação de 2,6 e 7 de share entre os telespectadores pertencentes ao perfil demográfico dos 18 aos 49 anos de idade. Naquela noite, 30 Rock teve um desempenho particularmente favorável tanto entre telespetadores masculinos dos 18-34 anos de idade, assim como dos 18-49 anos, ficando em primeiro lugar em ambas demografias.
"The Moms" apresenta várias histórias centradas no tema da maternidade. O executivo Jack Donaghy (interpretado por Alec Baldwin) entra em pânico ao saber que o TGS with Tracy Jordan (TGS) irá produzir um episódio especial do Dia da Mãe com as mães do elenco e equipa, incluindo a sua mãe Colleen (Stritch). Enquanto os outros mostram as instalações dos Estúdios da NBC às suas mães, Pete Hornberger (Scott Adsit) oferece-se para contratar uma atriz para desempenhar o papel da mãe de Tracy Jordan (Tracy Morgan), cuja mãe biológica está ausente. Entretanto, Jenna Maroney (Jane Krakowski) fica horrorizada ao saber que a sua mãe atrevida, Verna (Hooks), fez roupas iguais para elas usarem na televisão e todas as matriarcas dão a Liz Lemon (Tina Fey) as suas opiniões sobre o seu atual estado de solteira.
De um modo geral, os críticos especialistas em televisão do horário nobre receberam "The Moms" positivamente, celebrando o seu humor e as participações especiais, apesar de sentirem que algumas histórias foram desinteressantes. As interações entre o elenco do TGS e as suas mães foram enaltecidas, com a maior parte dos elogios sendo particularmente atribuída a Stritch, que inclusive foi nomeada a um Prémio Emmy pela sua participação no episódio. Os destaques levantados pelos críticos incluem o regresso de LuPone e a representação humorística de Aldrin. No entanto, as tramas principais, como o triângulo amoroso de Jack e a busca de Liz pelo amor verdadeiro, foram consideradas arrastadas e sem profundidade, enquanto as tramas secundárias foram observadas como mais divertidas e equilibradas.

## Produção e desenvolvimento
"The Moms" é o vigésimo episódio da quarta temporada de 30 Rock. As suas filmagens decorreram a 5 e 10 de Março de 2010 nos Estúdios Silvercup, lugar em Manhattan, Cidade de Nova Iorque, onde 30 Rock era normalmente filmado. O episódio foi realizado por John Riggi, sua segunda vez a trabalhar na realização de um episódio de 30 Rock, e teve o seu enredo redigido por Kay Cannon, na sua nona vez a receber um crédito pelo guião de um episódio da série. Embora os nomes dos atores Katrina Bowden e Keith Powell, respetivos intérpretes de Cerie Xerox e James "Toofer" Spurlock, tenham sido listados após a sequência de créditos de abertura, eles não participaram deste episódio. Os atores Cheyenne Jackson e Elizabeth Banks fizeram as suas respetivas sexta e quarta participações em 30 Rock neste episódio, desempenhando Jack "Danny" Baker, o novo membro do elenco do TGS with Tracy Jordan (TGS), e Avery Jessup, apresentadora da CNBC e namorada de Jack. "The Moms" marcou ainda a terceira aparição do ator John Anderson na série, a interpretar o Astronauta Mike Dexter, marido imaginário perfeito de Liz.
Outra participação especial neste episódio foi do austronauta norte-americano Buzz Aldrin, que desempenhou uma versão fictícia de si mesmo. Na sessão de leitura de mesa para "The Moms", a equipa de argumentistas de 30 Rock, o telemóvel de Aldrin interrompeu os procedimentos com um "tom de toque de fecho das portas da baía de uma nave espacial," e assim que se aperceberam que era o telemóvel dele que estava a tocar, depois de um momento de confusão entre o elenco e a equipa, exclamaram "'Oh, é apenas o telemóvel do Buzz Aldrin,' e voltámos à leitura da mesa." Apesar de algumas dificuldades com as falas durante as filmagens, que viram Riggi a intervir sentando no chão e apontando cartões de memória a ele, a presença de Aldrin deixou uma impressão duradoura na equipa. Quando as filmagens terminaram, Aldrin declarou, com humor, "E agora, rumo a Marte!" para gáudio e aplauso da equipa. Em entrevista ao periódico TV Guide, Aldrin comentou ter sido uma experiência "maravilhosa, manter uma conversa com atores muito profissionais que admiro muito. Senti-me muito honrado por fazer par com algo que também tem outra ligação comigo. [...] Isto foi muito divertido." O austronauta revelou que quando foi notificado pela primeira vez sobre a participação especial teve de "pensar um pouco sobre o assunto," e confundiu 30 Rock com 3rd Rock from the Sun, um seriado antigamente transmitido pela NBC.
O comediante Will Ferrell, ex-integrante do elenco do programa de televisão humorístico Saturday Night Live (SNL), fez uma participação especial em "The Moms", a sua segunda em 30 Rock como Shane Hunter, após "Lee Marvin vs. Derek Jeter". No início do episódio, Liz diz a Jack que a NBC deseja que o TGS produzido um episódio com o tema do Dia das Mães, depois de a estação ter recebido críticas por reexibir o drama de ação ofensivo Bitch Hunter. Em seguida, Shane aparece no ecrã, em uma sequência de cutaway, entra no Café Tartine e profere "Larga as mimosas, vadia!" Tartine é o nome da filha com quem Jenna atuou em "Black Light Attack!" e, além disso, no comentário desse episódio, Sue Galloway revelou adorar sanduíches tartine. O SNL, programa no qual Tina Fey — criadora, co-showrunner, produtora executiva, argumentista-chefe e estrela de 30 Rock — foi argumentista-chefe entre 1999 e 2006, tem muitas conexões com 30 Rock. 30 Rock é muitas vezes visto como um reflexo cómico do SNL, e Liz Lemon como uma versão ficcionada de Fey, encarnando as dificuldades de liderar um programa cómico num ambiente dominado por homens, tal como o seu papel na vida real no SNL. Vários outros ex-alunos do SNL já desempenharam papéis importantes ou fizeram participações especiais em 30 Rock, tais como Fred Armisen, Jimmy Fallon, Siobhan Fallon Hogan, Will Ferrell, Will Forte, Gilbert Gottfried, Bill Hader, Julia Louis-Dreyfus, Tim Meadows, Bobby Moynihan, Amy Poehler, Rob Riggle, Horatio Sanz, Molly Shannon, Jason Sudeikis, e Kristen Wiig. Tanto Tracy Morgan como Fey já integraram o elenco do SNL, com Fey tendo sido ainda a primeira apresentadora feminina do segmento Weekend Update. Além disso, membros da equipa de 30 Rock já trabalharam no SNL, como: John Lutz, argumentista entre 2003 a 2010; Beth McCarthy-Miller, realizadora entre 1995 e 2006; e Steve Higgins, argumentista e produtor de 1995 a 2009. Alec Baldwin, apesar de nunca ter integrado o elenco do SNL, detém o recorde de ser o anfitrião do programa por mais vezes, com dezassete vezes.
"The Moms" reflecte a tradição do SNL de episódios especiais do Dia das Mães. Na altura na qual era a argumentista-chefe do SNL, Fey supervisionou o guião e participou de um episódio de celebração do Dia das Mães no qual participaram as mães dos membros do elenco, incluindo a sua própria mãe Zenobia "Jeanne". Em "The Moms", as atrizes Anita Gillette, Jan Hooks, Patti LuPone e Elaine Stritch repetiram as suas respetivas performances como Margaret Lemon, Verna Maroney, Sylvia Rossitano e Colleen Donaghy — as mães das personagens Liz Lemon, Jenna Maroney, Frank Rossitano e Jack Donaghy. Este episódio a segunda aparição de todas elas em 30 Rock, à exceção de Stricth, cuja participação foi a sua quinta. LuPone expressou muito agrado por ter contracenado com Stritch, enaltecendo a atitude acolhedora da atriz. Além disso, Hooks também já integrou o elenco do SNL. A atriz Novella Nelson desempenhou uma versão fictícia de si própria como a mãe falsa de Tracy Jordan. No episódio, Tracy grita a Nelson que ela "tem 'Juíza Negra' no seu currículo nove vezes." Na altura da filmagem, a atriz tinha o papel de Juíza no seu extenso currículo de atriz por cinco vezes. O departamento de arte incorporou de forma engenhosa o nome da mãe de Riggi, Madeleina, no episódio, utilizando-o como nome de um restaurante, e ele ainda guarda um dos menus do lugar como recordação.
O episódio do Dia das Mães do TGS termina com as mães a cantarem uma parte de uma canção alegre intitulada "Don't Go to Bed With a Frown". Ambas Stritch e LuPone são atrizes de teatro que já desempenharam vários papéis em musicais da Broadway. No entanto, em "The Moms", LuPone cantou deliberadamente a fala da sua personagem fora do tom, apesar de ser vencedora de dois Prémios Tony por interpretações de teatro musical, e de ter sido nomeada para outros três. Composta por Jeff Richmond — diretor musical e produtor executivo de 30 Rock, além de ser esposo de Fey — "Don't Go to Bed With a Frown" foi apresentada pela primeira vez mais cedo na temporada, em "Verna". O tema "Sincerely" (1954), gravado pelo grupo The McGuire Sisters, foi reproduzido em "The Moms".
Judah Friedlander, intérprete do argumentista Frank Rossitano em 30 Rock, é conhecido pela sua coleção de chapéus de camionista adornados com vários slogans, frases e palavras. Esta caraterística não é apenas um adereço aleatório, mas sim uma parte integrante da personalidade de Frank e do humor da série. Segundo Friedlander, ele desenha e cria estes chapéus pessoalmente, tendo originado chapéus suficientes para usar um diferente em cada cena de 30 Rock, o que se traduz em cerca de três chapéus por episódio. O conteúdo dos chapéus de Frank reflete frequentemente a sua personalidade sarcástica, interesses peculiares ou referências à cultura popular. Alguns exemplos notáveis incluem erros ortográficos, frases nostálgicas e afirmações bizarras que dão uma ideia do carácter de Frank antes mesmo de ele falar. Ocasionalmente, os chapéus são incorporados no enredo, acrescentando uma camada extra de comédia. A personalidade de Friedlander na vida real também envolve o uso de chapéus semelhantes durante as suas atuações de comédia stand-up. Muitas vezes, ostenta nesses chapéus títulos ou capacidades ultrajantes, como "Campeão do Mundo" em diversas línguas, o que contrasta humoristicamente com o seu comportamento descontraído. Em "The Moms", Frank usa bonés que leem "Good Pieces" e "Touch Down."

## Enredo
Liz Lemon (Tina Fey) vai ao escritório de Jack Donaghy (Alec Baldwin) para entregar uma aprovação orçamental para o episódio do TGS celebratório do Dia das Mães, reunindo-se em torno do elenco e das mães da equipa. Liz lembra a Jack que o dia se aproxima, fazendo com que ele se aperceba que se esqueceu de enviar flores à sua mãe Colleen (Elaine Stritch). Então, ordena ao seu assistente Jonathan (Maulik Pancholy) para lhe enviar flores, no entanto, Colleen está à espera do lado de fora do gabinete de Jack. A verdadeira razão de Colleen visitar o filho é que soube pela amiga na Flórida que Jack estava a namorar com Nancy Donovan, uma divorciada recente com quem Jack andou no seu tempo do secunbdário. Durante o jantar, Colleen não menciona Nancy, mas diz a Jack que sabe do seu envolvimento com Avery Jessup (Elizabeth Banks), apresentadora da CNBC, após um encontro estranho entre Avery e Jack num elevador com Colleen presente; por causa do encontro, Colleen descobriu que Avery e Jack estavam a ter algo juntos. Colleen fica chocada pois Jack namora com duas mulheres em simultâneo e exige que ele termine e faça uma escolha.
Entretanto, enquanto experimentava o seu vestido de dama de honor no provador do TGS, Colleen, Sylvia Rossitano (Patti LuPone) e Verna Maroney (Jan Hooks) criticam Liz por ter quase trinta anos e não estar casada, mas Liz não se importa com o que elas pensam. Mais tarde, conversa com a sua mãe Margaret (Anita Gillette) sobre ser solteira. Margaret revela que o seu verdadeiro amor era Buzz Aldrin e não o pai de Liz, Dick Lemon, o que choca Liz. Ela conta a Jack o que a mãe lhe revelou e pondera sobre o porquê de a mãe não ter escolhido ficar com Buzz. Jack oferece-se a apresentá-la a Buzz, com Liz a aceitar por querer descobrir o que a mãe perdeu. Durante o encontro, Buzz confessa que foi uma boa decisão Margaret não ter ficado com ele, pois passou muitos dos seus anos como alcoólico. Após o encontro com Buzz, Liz diz à mãe que respeita a sua decisão de não ficar com Buzz.
Ao mesmo tempo, Verna visita Jack na esperança de conseguir o resto do dinheiro que ele prometeu, uma vez que Jack pagou-lhe para ser uma boa mãe para a sua filha Jenna Maroney (Jane Krakowski) e para visitar a sua filha regularmente. Porém, Jack dar-lhe-á o resto do dinheiro assim que acreditar que Jenna está feliz com ela. Ao discutir o que vestir no episódio do Dia das Mães, Verna sugere que Jenna use uma roupa que ela própria fez, mas Jenna não quer. Mesmo assim, Verna e Jenna maquilham-se e usam as roupas uma da outra na transmissão. Entretanto, Pete Hornberger (Scott Adsit) descobre que Tracy Jordan (Tracy Morgan) não sabe onde está a sua mãe, pelo que decide escolher a atriz Novella Nelson para ser a sua mãe no episódio do Dia das Mães. Tracy e Novella não gostam um do outro, no entanto reconciliam-se e cantam juntos no episódio.

### Análises da crítica

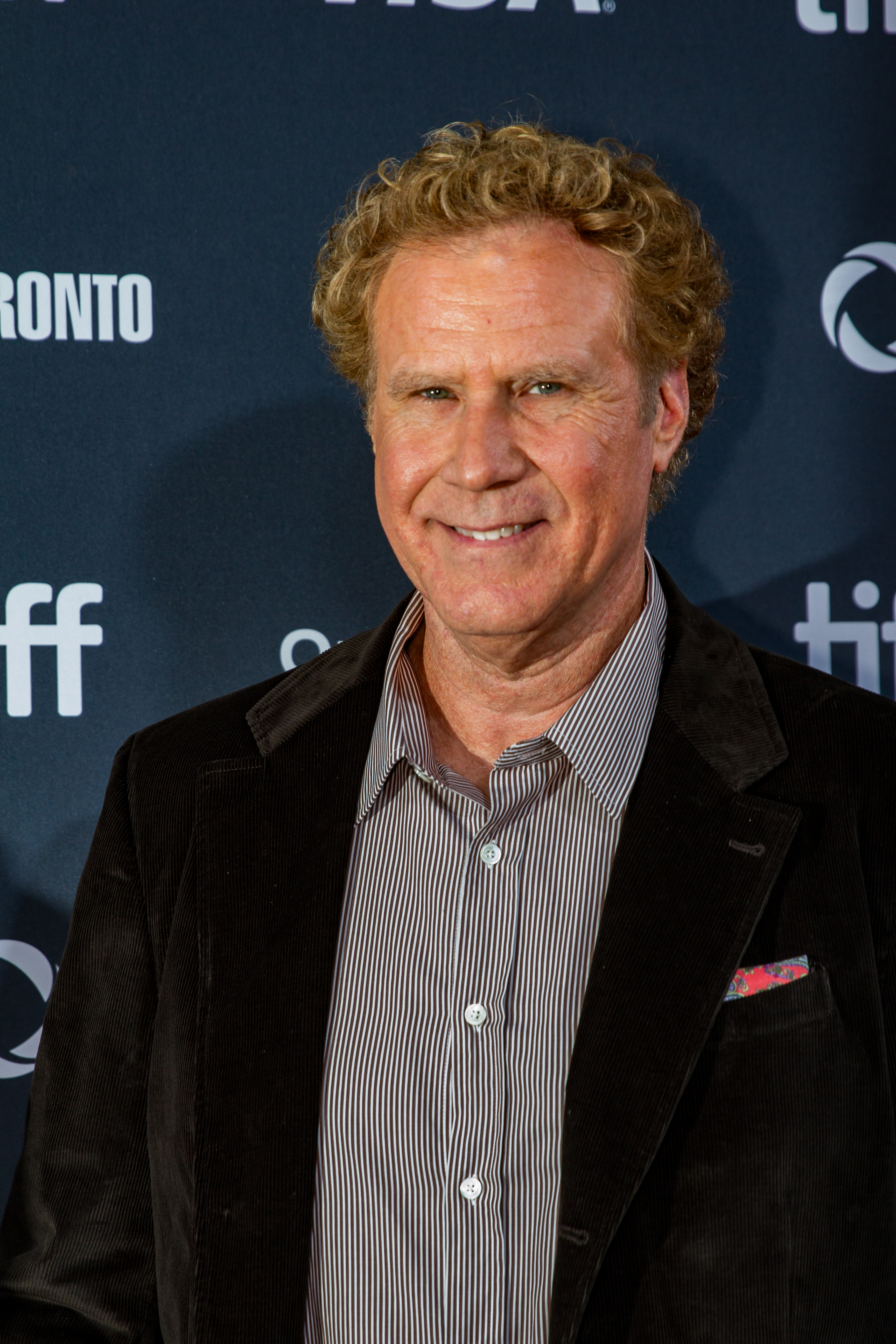
Will Ferrell foi aplaudido pela sua participação no segmento Bitch Hunter.

### Reconhecimento

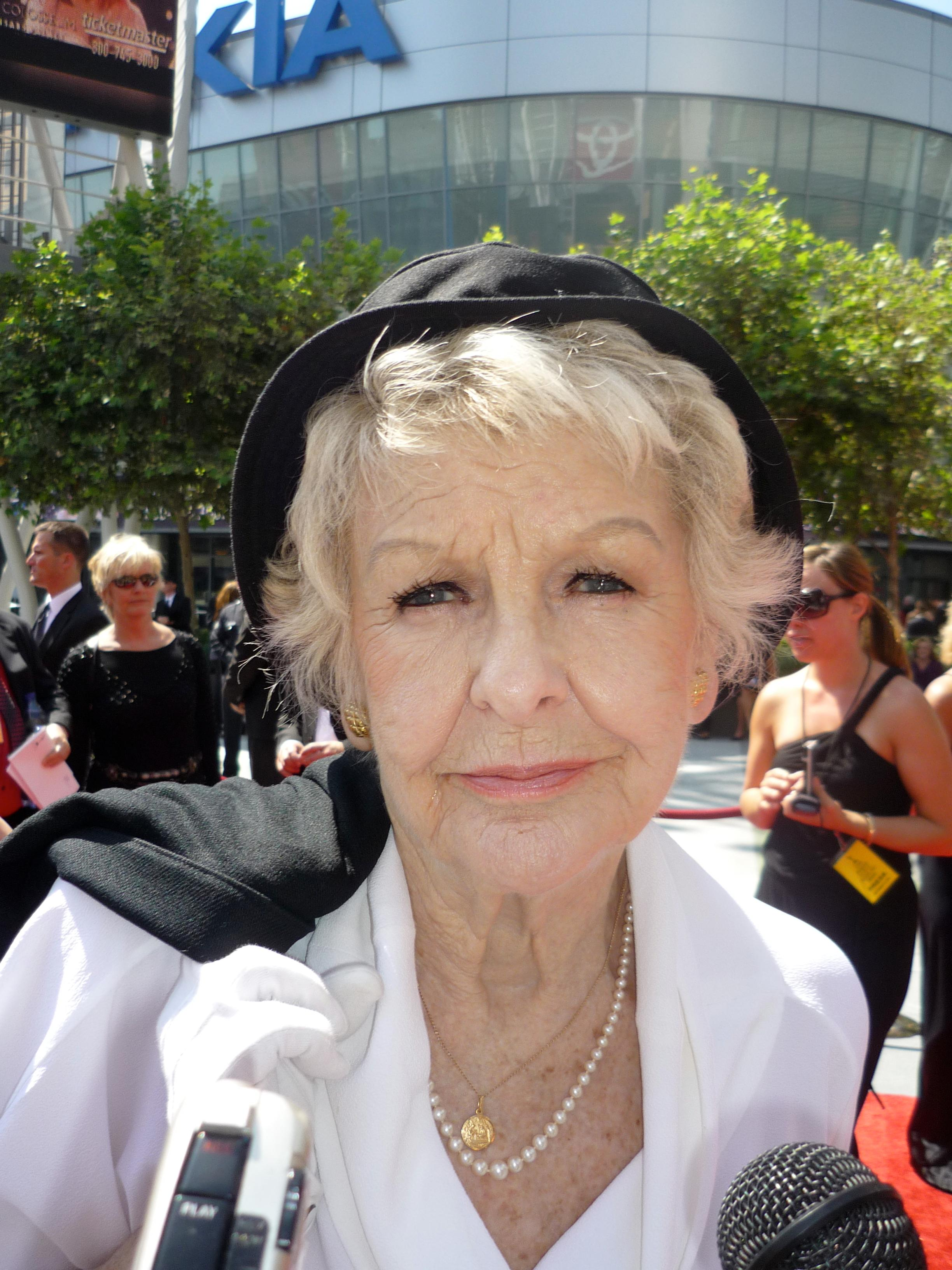
Elaine Stritch foi aclamada pela sua participação em "The Moms", que lhe rendeu uma nomeação a um Prémio Emmy.